# Episodi di Ispettore Maggie (terza stagione)
La terza stagione della serie televisiva Ispettore Maggie è stata trasmessa in anteprima nel Regno Unito dalla ITV tra il 6 novembre 1981 e il 5 febbraio 1982.
| nº | Titolo originale       | Titolo italiano           | Prima TV Regno Unito | Prima TV Italia |
| -- | ---------------------- | ------------------------- | -------------------- | --------------- |
| 1  | Gifts                  |                           | 6 novembre 1981      |                 |
| 2  | Doubt                  |                           | 13 novembre 1981     |                 |
| 3  | The Hit                |                           | 20 novembre 1981     |                 |
| 4  | Scapegoat              |                           | 27 novembre 1981     |                 |
| 5  | Knife                  | Il coltello               | 4 dicembre 1981      |                 |
| 6  | Protection             | Protezione                | 11 dicembre 1981     |                 |
| 7  | Paint It Black         |                           | 18 dicembre 1981     |                 |
| 8  | Affray                 |                           | 1º gennaio 1982      |                 |
| 9  | Black Fox, White Vixen | Volpe nera, volpi bianche | 8 gennaio 1982       |                 |
| 10 | One of Those Days      | Uno di quei giorni        | 15 gennaio 1982      |                 |
| 11 | Vigil                  | Il testimone              | 22 gennaio 1982      |                 |
| 12 | Damage                 | La porta forzata          | 29 gennaio 1982      |                 |
| 13 | Solution               | Soluzione                 | 5 febbraio 1982      |                 |

## Gifts
- Prima televisiva: 6 novembre 1981
- Diretto da: Christopher Hodson
- Soggetto di: Terence Feely

### Trama
- Altri attori:

## Doubt
- Prima televisiva: 13 novembre 1981
- Diretto da: Paul Annett
- Soggetto di: Anthony Biggam

### Trama
- Altri attori:

## The Hit
- Prima televisiva: 20 novembre 1981
- Diretto da: Nic Phillips
- Soggetto di: Terence Feely

### Trama
- Altri attori:

## Scapegoat
- Prima televisiva: 27 novembre 1981
- Diretto da: John Reardon
- Soggetto di: Roger Marshall

### Trama
- Altri attori:

## Knife
- Prima televisiva: 4 dicembre 1981
- Diretto da: Christopher Baker
- Soggetto di: Ray Jenkins

### Trama
- Altri attori: William Marlowe (Det. Chief Inspector Russell), Derek Thompson (Det. Sgt. Jimmy Fenton), Brian Gwaspari (Det. Insp. Bob Croft), Paul Moriarty (Det. Sgt. Jake Barratt), Neil McCarthy (Ralph Burwell), Sylvestra Le Touzel (Debbie Richard), Mary Healey (Mu Richard), Anthony Langdon (Jack Richard), Nigel Rathbone (Steve Forbes), Malcolm Kaye (Ben Twyford), Cheryl Hall (Bonus), Nick Stringer (Jimmy Paris), Roy Purcell (Chief Supt. Gregg), Sally Miles (Det. Insp. Mary Woods), John Telfer (P.C. Newton), Sharon Haywoode (Girl in dance class)

## Protection
- Prima televisiva: 11 dicembre 1981
- Diretto da: Carol Wiseman
- Soggetto di: Roger Marshall

### Trama
- Altri attori: William Marlowe (Det. Chief Inspector Russell), Lina Maryan (Maria), Derek Thompson (Det. Sgt. Jimmy Fenton), Brian Gwaspari (Det. Insp. Bob Croft), Paul Moriarty (Det. Sgt. Jake Barratt), Tony Selby (Harry Warren), Mike Hall (Pathologist), Tony Lee (Pianist), Judy Loe (June Stafford), George Sewell (Dave Connally), Philip Jackson (Flynn), Dicken Ashworth (Shaw), Barbara Flynn (Sandy), Michael Byrne (Ransom), Geoffrey Greenhill (Wally Shepherd), Robert Gary (River Police Sergeant)

## Paint It Black
- Prima televisiva: 18 dicembre 1981
- Diretto da: Nic Phillips
- Soggetto di: Kenneth Ware

### Trama
- Altri attori:

## Affray
- Prima televisiva: 1º gennaio 1982
- Diretto da: Christopher Baker
- Soggetto di: James Doran

### Trama
- Altri attori:

## Black Fox, White Vixen
- Prima televisiva: 8 gennaio 1982
- Diretto da: Nic Phillips
- Soggetto di: Jeremy Burnham

### Trama
- Altri attori: William Marlowe (Det. Chief Inspector Russell), Derek Thompson (Det. Sgt. Jimmy Fenton), Brian Gwaspari (Det. Insp. Bob Croft), Nigel Rathbone (Steve Forbes), Elizabeth Counsell (Marcia Bancroft), Martyn Jacobs (Keith Bristowe), Ronald Hines (Brian Spencer), Helen Bourne (Pam Spencer), Katherine Stark (Helen Croft), Faith Tingle (Lois Hall), Jimi Rand (James Hall), Elvis Payne (Wesley), Maev Alexander (WPC Sandra Williams), Matthew Scurfield (Det. Sgt. Blake), Godfrey Jackman (Desk Sergeant), Peter Ellis (Sergeant), Robin Soans (Prosecuting Counsel), Michael Bilton (Judge)

## One of Those Days
- Prima televisiva: 15 gennaio 1982
- Diretto da: Nic Phillips
- Soggetto di: William Marlowe

### Trama
- Altri attori: William Marlowe (Det. Chief Inspector Russell), Derek Thompson (Det. Sgt. Jimmy Fenton), Brian Gwaspari (Det. Insp. Bob Croft), Paul Moriarty (Det. Sgt. Jake Barratt), Nigel Rathbone (Steve Forbes), Tony Doyle (Doyle), David Kelly (Dooley), Liz Smith (Edna Slater), Pamela Buchner (Mrs Russell), Maev Alexander (WPC Sandra Williams), Matthew Scurfield (Det. Sgt. Blake), Deddie Davies (Miss Thring), Nicola Kathrens (Louise Phillips), Linda Polan (Rose), Shelagh Stephenson (Mary), Richard Walker (Det. Sgt. Stiles), Keith Smith (Mr. Skelton), Tim Wylton (Plumber), Neville Barber (Police Inspector), P.H. Moriarty (Dealer), Arthur Whybrow (Card Player), Ian Barritt (Man in Line Up), Kristopher Kum (Chinese Man), Joss Buckley (First Policeman), Martin Rutledge (Second Policeman)

## Vigil
- Prima televisiva: 22 gennaio 1982
- Diretto da: Peter Cregeen
- Soggetto di: Tony Parker

### Trama
- Altri attori: William Marlowe (Det. Chief Inspector Russell), Derek Thompson (Det. Sgt. Jimmy Fenton), Brian Gwaspari (Det. Insp. Bob Croft), Paul Moriarty (Det. Sgt. Jake Barratt), Peter Copley (Jonathan Horton), Dilys Laye (Annette), Lynne Ross (WPC Ruth Whittaker), David Ashford (Kevin Lever), Desmond McNamara (Micky Scott), Susan Tracy (Amanda Scott), Richard Walker (Det. Sgt. Stiles)

## Damage
- Prima televisiva: 29 gennaio 1982
- Diretto da: Carol Wiseman
- Soggetto di: Peter Hammond

### Trama
- Altri attori:

## Solution
- Prima televisiva: 5 febbraio 1982
- Diretto da: Carol Wiseman
- Soggetto di: Peter Hammond

### Trama
- Altri attori: